# Ianca (okręg Aluta)
Ianca – wieś w Rumunii, w okręgu Aluta, w gminie Ianca. W 2011 roku liczyła 2438 mieszkańców.